# 1985 في الهند
فيما يلي قوائم الأحداث التي وقعت خلال عام 1985 في الهند.

## أفلام
من الأفلام التي صدرت هذه السنة في الهند:
- 1 يناير – تيري ميهربانيان

## مواليد

### يناير
- 10 يناير – دراشتي دامي ممثلة هندية.
- 16 يناير – سيدهارث مالهوترا
- 18 يناير – مينيسها لامبا
- 30 يناير – بوجا غوبتا

### فبراير
- 13 فبراير – سومديف ديفارمان لاعب كرة مضرب هندي.

### مايو
- 16 مايو – سونال شوهان ممثلة هندية.
- 30 مايو – جينيفر ونجت ممثلة هندية.

### يونيو
- 9 يونيو – سونام كابور ممثلة هندية.
- 19 يونيو – كاجال أغاروال ممثلة هندية.
- 26 يونيو – أرجون كابور ممثل هندي.

### سبتمبر
- 7 سبتمبر – رادهيكا أبتي ممثلة هندية.
- 30 سبتمبر – شويتا بهاردواج ممثلة هندية.

### أكتوبر
- 26 أكتوبر – أسين ممثلة هندية.

### نوفمبر
- 2 نوفمبر – ديانا بينتي ممثلة هندية صاعدة.
- 16 نوفمبر – أديتيا روي كابور ممثل هندي.
- 28 نوفمبر – إيشا غوبتا ممثلة هندية.

### ديسمبر
- 3 ديسمبر – موهيت سيهغال ممثل هندي.
- 7 ديسمبر – راجا بوراف لاعب كرة مضرب هندي.
- 21 ديسمبر – أندريا إرميا ممثلة هندية.
- 23 ديسمبر – لاكي فاتناني لاعب سنوكر هندي.

## وفيات

### فبراير
- 24 فبراير – غلام أحمد برويز (مواليد 1903)